# Alfred Picard (calciatore)
Alfred Picard (Mühlheim-Dietesheim, 21 marzo 1913 – 12 aprile 1945) è stato un calciatore tedesco, di ruolo difensore o centrocampista.